# Saint-Nicolas-de-Pierrepont
Saint-Nicolas-de-Pierrepont é uma comuna francesa na região administrativa da Normandia, no departamento Mancha. Estende-se por uma área de 8,1 km². Em 2010 a comuna tinha 319 habitantes (densidade: 39,4 hab./km²).